# Pavliha (časopis)
Pavliha je bilo ime več humorističnim časopisom. 

Najprej je pod tem imenom izhajal v letu 1870 na Dunaju, njegov urednik je bil Fran Levstik, ki ga je poimenoval po rubriki v Brenclju v lažnjivi obleki. V njem sta med drugim objavljala Josip Jurčič in Simon Jenko, pa tudi Levstik sam. Karikature je risal Karel Klíč. Časopis je bil vzor humorističnim časopisom do 2. svetovne vojne.

Leta 1892 in 1893 je izhajal časopis s tem imenom v Ljubljani, urednik je bil Srečko Magolič, nato Hrabroslav Debevec.

Od jan. do mar. 1930 je izhajal časopis v Slovenj Gradcu, urednik je bil Josip Vandot (prva številka), nato Roman Bende.

Zadnji izmed časopisov s tem imenom je izhajal leta 1999 v Stahovici. 